# Крутой Яр (Калининградская область)
Крутой Яр — поселок в Правдинском районе Калининградской области.

## География
Находится в южной части Калининградской области на расстоянии приблизительно 3 км на юг по прямой от административного центра района города Правдинск на восточном берегу Правдинского водохранилища.

## История
Населенный пункт назывался Гёцлак до 1947 года. В составе Правдинского района с 2006 по 2015 год входил в Правдинское городское поселение.

## Население
Численность населения: 26 человек (русские 54 %, украинцы 27 %) в 2002 году, 19 в 2010.